# سفارة دولة فلسطين لدى تونس
سفارة دولة فلسطين لدى تونس (بالفرنسية: Ambassade de Palestine en Tunisie)‏ هي الممثلية الدبلوماسية العُليا لدولة فلسطين لدى تونس. تقع السفارة في شارع الحكيم كونساي في تونس.